# Důl Ludmila
Důl Ludmila (původně důl Elsa) je zaniklý hnědouhelný důl v katastrálním území obce Málkov v okrese Chomutov. Nacházel se na severním okraji Kralup a spolu s vesnicí byl zcela zlikvidován povrchovou těžbou uhlí v lomu Nástup. Za dobu existence dolu v letech 1896–1968 se v něm vytěžilo přes osm miliónů tun uhlí.

## Historie
Důl byl založen pod názvem Elsa na severním okraji Kralup v roce 1896. O dva roky později byla dokončena třídírna uhlí, která bez úprav fungovala až do roku 1949. Zakladatelem a majitelem podniku byla společnost Hnědouhelné těžařstvo dolu Elsa. Roku 1920 důl prodala chomutovské Poldině Huti, která jej provozovala podle svých potřeb až do uzavření. Těžební výkony po druhé světové válce negativně ovlivňoval nedostatek zaměstnanců a zastaralé provozní vybavení. V letech 1948–1961 proto proběhla modernizace provozu včetně výměny těžního stroje a testovaly se také různé metody těžby, mnohdy však neúspěšně.
Od 1. ledna 1952 byl k dolu Ludmila organizačně připojen důl Václav u Krbic. Během šedesátých let bylo rozhodnuto o rozšíření povrchové těžby uhlí, a protože dolové pole Ludmily leželo v oblasti velkolomu Merkur II, byly omezeny úpravy provozu jen na nezbytnou údržbu. Důl Ludmila byl uzavřen 1. ledna 1968. Demolice budov a výztuže chodeb potom probíhala až do roku 1970.

## Přírodní poměry
Důl Ludmila stával v katastrálním území Kralupy u Chomutova. Okolní krajina je součástí Mostecké pánve, konkrétně jejího podcelku Chomutovsko-teplická pánev a okrsku Březenská pánev. Geologické prostředí zde tvořily neogenní písky, štěrky a jíly s podřadně uloženými uhelnými slojemi, které byly odtěženy povrchovým lomem Nástup.
Mocnost jediné uhelné sloje se pohybovala od šesti do deseti metrů. Přibližně v polovině ji dělil proplástek z prokořenělého jílu o mocnosti jeden až sto centimetrů. Výhřevnost uhlí byla okolo 3800 kilokalorií. Ve sloji se nevyskytoval methan.

## Těžba
| Rok  | Tuny    |
| ---- | ------- |
| 1913 | 26 626  |
| 1915 | 52 739  |
| 1920 | 72 203  |
| 1925 | 52 432  |
| 1930 | 36 525  |
| 1935 | 39 124  |
| 1940 | 101 031 |
| 1945 | 95 698  |
| 1950 | 175 615 |
| 1955 | 246 946 |
| 1960 | 393 361 |
| 1965 | 485 626 |
| 1967 | 194 212 |

Důl měl těžní jámu hlubokou sto metrů a dvě jámy výdušné. Vyrubané uhlí se odváželo 1,8 kilometru dlouhou vlečkou ke kralupskému nádraží, ale v pozdějších letech byla délka vlečky zkrácena na 650 metrů. Celkem se v dole Ludmila mezi lety 1913 a 1967 vytěžilo přibližně 8 062 000 tun. Nejúspěšnějším rokem byl rok 1965, kdy produkce dosáhla 485 626 tun uhlí.
V počátečních letech provozu bylo hlavní těžební metodou chodbicování a později se přešlo na komorování na zával, při kterém se ponechávala dva až tři metry silná vrstva uhlí. Po roce 1945 se začalo využívat efektivnější pruhové dobývání v lávkách a mechanická doprava uhlí z komor. Velké důlní tlaky však ničily dřevěnou výztuž, a proto bylo pruhové dobývání ukončeno a v těžbě se pokračovalo opět komorováním na plnou mocnost. V letech 1957–1962 se pokusně využívalo stěnování v lávkách nebo s mezistropovým dobýváním. Ani tyto metody nebyly kvůli různým obtížím s umělými stropy, tlaky, zápary a ohni úspěšné. Od roku 1962 až do uzavření dolu se proto těžilo jen komorováním v pruzích na celou mocnost na zával.